# 霍爾斯坦-戈托普王朝
荷尔斯泰因-戈托普（Holstein-Gottorp）或石勒苏益格-荷尔斯泰因-戈托普（Schleswig-Holstein-Gottorp）是石勒苏益格和荷尔斯泰因公爵的部分历史名称，以及当代简写名称，由石勒苏益格-荷尔斯泰因-戈托普公爵统治。公国的其他部分由丹麦国王统治。 
戈托普公爵的领土位于今天的丹麦和德国。公爵的主要位于石勒苏益格公国石勒苏益格市的戈托普城堡。随着王位而提升，公爵的名字遍布几个王室。出于这个原因，系谱学家和历史学家有时会将荷尔斯泰因-戈托普的名字用于其他国家的相关王朝。 
这些统治者所采用的正式名称是“石勒苏益格公爵，荷尔斯泰因公爵，迪特马尔申公爵和施托尔曼公爵”，但这些称号也被丹麦王室所使用，这是因为此称号是所有这些国家的共同财产。戈托普分支对于神圣罗马帝国的荷尔斯泰因公国和丹麦王国的石勒苏益格公国具有Landeshoheit （世襲领土資格）。为了方便起见，使用荷尔斯泰因-戈托普这个名称代替技术上更正确的“戈托普的石勒苏益格和荷尔斯泰因公爵”。
較古老的公爵头衔是石勒苏益格。摄政的丹麦和瑞典的玛格丽特女王于1386年代表其子丹麦的奥拉夫二世确认将封地给其王室成員。1474年，丹麦国王被神圣罗马皇帝腓特烈三世授予荷尔斯泰因作为帝国封地。 

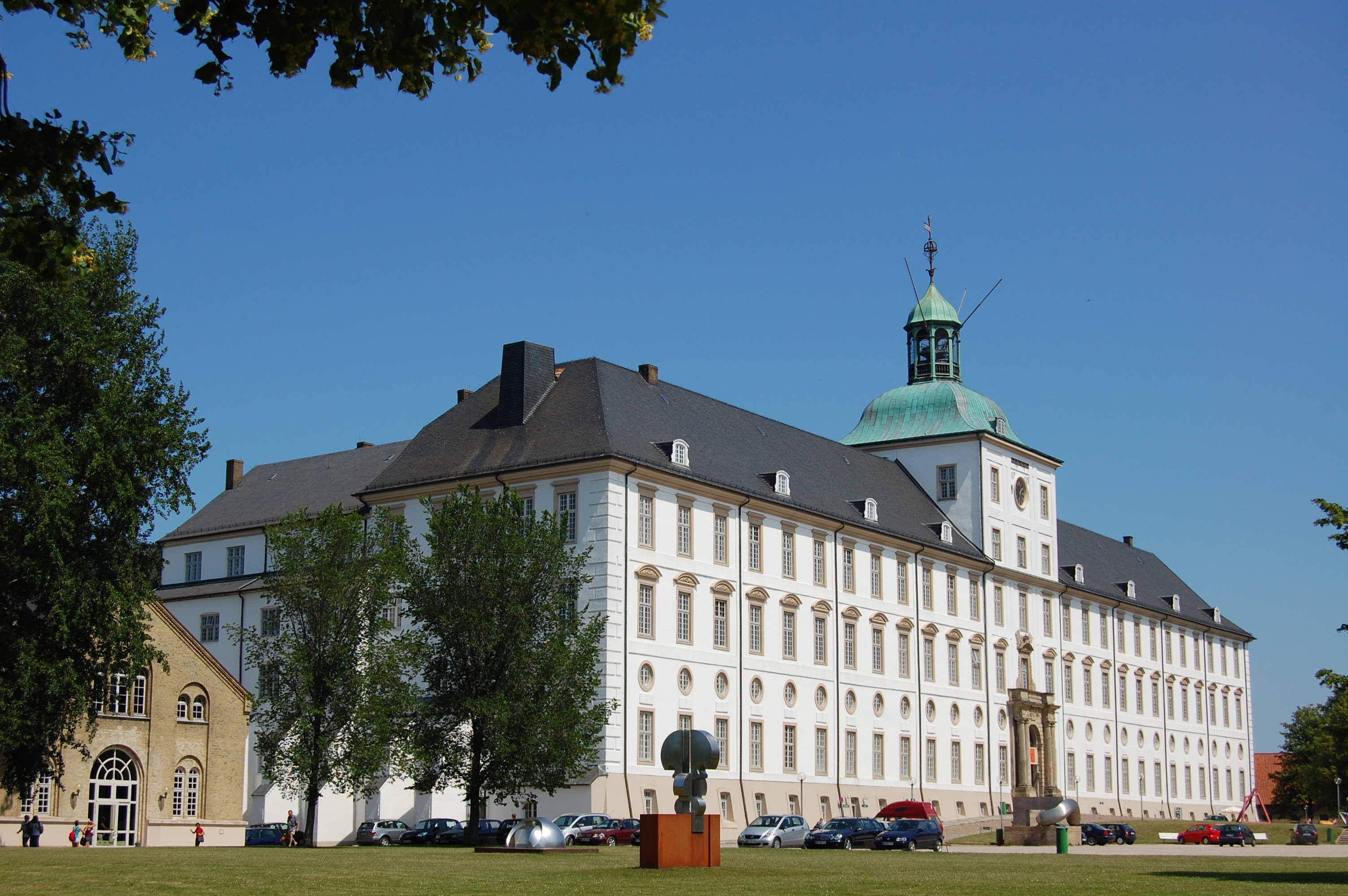
戈托普城堡 ，在荷尔斯泰因-戈托普王室之后命名

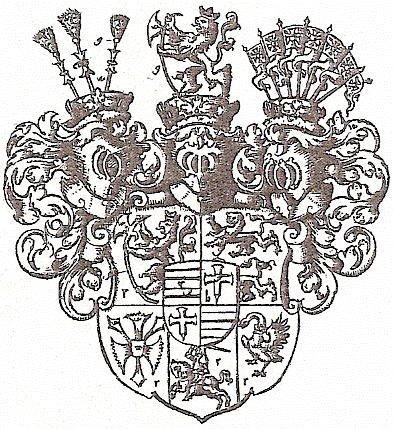
荷尔斯泰因-戈托普公国的徽章 （来自Siebmachers Wappenbuch ）

1544年，所谓的“三分之一公国”被割让给了阿道夫， 他是丹麦国王弗雷德里克一世的第三个儿子，也是丹麦国王克里斯蒂安三世最年幼的同父异母兄弟。因此，荷尔斯泰因-戈托普王朝是歐登堡王朝的分支。荷尔斯泰因-戈托普公爵与丹麦国王共享石勒苏益格和荷尔斯泰因的统治。因此，他们往往是瑞典人的盟友，是丹麦人的敌人。 这个长期联盟被几个王朝婚姻所打斷：荷尔斯泰因-戈托普的克里斯蒂娜与瑞典的卡爾九世结婚，荷尔斯泰因-戈托普的海德薇-埃莉诺与卡爾十世·古斯塔夫结婚，荷尔斯泰因-戈托普公爵弗里德里希四世与瑞典国王卡尔十一世的长女结婚，最终与阿道夫·腓特烈王子结婚。阿道夫·腓特烈于1751年登上瑞典王位，创立了荷爾斯泰因-戈托普王朝瑞典分支（统治1751-1818）。 
根据罗斯基勒条约 （1658年）和哥本哈根条约 (1660年)，丹麦从其封建領地中放弃了戈托普，并承认其公爵对石勒苏益格公国的戈托普部分的主权。事实上，这些石勒苏益格人已经相对独立已有一个多世纪了。虽然荷尔斯泰因公国正式依旧成为帝国的封地，但实际上通过条约，公爵与他们真正的統治者丹麦国王共同称为两个共治的公爵。

## 戈托普问题
在大北方大战中 ，公国与瑞典站在一起，在丹麦军队占领荷尔斯泰因-戈托普北部之后被击败。 根据1720年的腓特烈堡条约 ，瑞典人对戈托普的支持停止了，公爵们不可能重新夺回他们在石勒苏益格的失地，并延长他们与丹麦国王的不和。 在1721年的和平解决之后， 查尔斯·弗雷德里克公爵逃到了俄罗斯彼得大帝的宫廷。一段时间以来，俄罗斯人兴致勃勃地将查尔斯·弗雷德里克恢复到他在石勒苏益格的土地上。 彼得的女儿女大公安娜和查尔·弗雷德里克本人结婚。 彼得的继任者放弃了支持荷尔斯泰因-戈托普公爵公爵主张的政策。 但是从这个婚姻诞生了彼得三世（查尔斯·彼得·乌尔里希） ，他于1739年继承了荷尔斯泰因-戈托普公爵，并于1741年在他的无子女阿姨伊丽莎白登基加入后成为俄罗斯王位的继承人。 
查尔斯·彼得·乌尔里希于1762年以彼得三世的身份成为俄罗斯沙皇，决心从丹麥-挪威征服石勒苏益格和荷尔斯泰因。 当他于1762年成为沙皇时，他立即与普鲁士签署了慷慨的和平协议，并从七年战争中撤出俄罗斯军队 ，以便全力集中精力攻击丹麦。 这一举动激怒了俄罗斯人的观点，因为他被认为背叛了俄罗斯在战争中的牺牲，并将国家利益置于危险之中。 与此同时，丹麦军队匆匆越过边界进入梅克伦堡 ，以避免荷尔斯泰因的入侵，为战斗做好准备。 当圣彼得堡的消息突然传到俄罗斯军队时，这两支军队的距离不到30公里，俄罗斯的皇帝已经被他的妻子推翻了，他的妻子现在已经作为皇后叶卡捷琳娜二世继承皇位。她的第一个行动之一是取消对丹麦的战争并恢复正常关系。 
彼得三世的儿子， 保罗一世 ，新的荷尔斯泰因-戈托普公爵，在他的母亲，女皇的摄政下， 根据1773年的皇村条约 ，她同意将其儿子的领土权利交给丹麦仍然持有的荷尔斯泰因-戈托普土地，以换取德国的奥尔登堡和代尔门霍斯特 ，于1776年升入神圣罗马帝国内奥尔登堡公国。 公爵被送给保罗的祖父的堂兄，年长的吕贝克王子主教，荷尔斯泰因-戈托普家族的一个年轻分支之首。 这结束了戈托普问题 ，这个问题已在北欧大国之间产生了如此多的冲突。 
荷尔斯泰因-戈托普王室加入了几个欧洲王位。 荷尔斯泰因 - 戈托普公爵的王朝政策导致其男性分支，瑞典分支，从1751年到1818年统治瑞典 ，1814年至1818年统治挪威 。 在1863年，相关的石勒苏益格 - 荷尔斯泰因 - 桑德堡 - 格吕克斯堡王室 - 丹麦国王克里斯蒂安三世的后裔 - 成为丹麦和希腊的国王，并于1905年成为挪威国王 。 
吕贝克分支从1773年到1918年成为奥尔登堡的第一位公爵和后来的公爵 ，而年长的分支即在1762年短暂地统治了俄罗斯 ，然后从1796年直到1917年（1762 – 1796年由他们的遗孀和母亲叶卡捷琳娜二世统治） 。 

## 石勒苏益格 - 荷尔斯泰因 - 戈托普公爵
戈托普的石勒苏益格和荷尔斯泰因公爵： 
- 1544-1586： 阿道夫
- 1586-1587： 弗里德里希二世
- 1587-1590： 菲利普
- 1590-1616： 约翰·阿道夫
- 1616-1659： 弗里德里希三世

荷尔斯泰因 - 戈托普伯爵阿道夫的徽章

荷尔斯泰因-戈托普-罗曼诺夫皇室的徽章

- 1659-1694： 克里斯蒂安·阿爾布雷希特
- 1694-1702： 弗里德里希四世
- 1702-1720： 卡爾·弗里德里希

基尔的荷尔斯泰因-戈托普公爵： 
- 1720-1739： 卡爾·弗里德里希
- 1739年至1762年：卡尔·彼得·乌尔里希 （后来俄罗斯彼得三世）
- 1762-1773： 保罗 （1796-1801皇帝）1773交换了对歐登堡公国的要求

圣彼得堡的荷尔斯泰因-戈托普公爵（荷尔斯泰因 - 戈托普 - 罗曼诺夫皇室 ）： 
- 1773-1801： 保罗 （沙皇1796-1801）
- 1801-1825： 俄罗斯的亚历山大一世
- 1825-1831： 俄罗斯大公君士坦丁·帕夫洛维奇
- 1831-1856： 俄罗斯的尼古拉斯一世
- 1856-1881： 俄罗斯的亚历山大二世
- 1881-1894： 俄罗斯的亚历山大三世
- 1894-1918： 俄罗斯的尼古拉二世
- 1918-1918： 阿列克谢·尼古拉耶维奇，俄罗斯的沙皇子 （在皇帝及其家人被谋杀时，据了解，皇帝是第一个死去的人。 因此，沙皇储阿列克谢简短地成为名义上的公爵）
- 1918-1938： 俄罗斯大公基里尔·弗拉基米洛维奇 （1918年皇帝和沙皇储被谋杀后，头衔传给了罗曼诺夫家族幸存的年长男性分支。 ）
- 1938-1992： 俄罗斯大公弗拉基米尔·基里洛维奇（大公弗拉基米尔去世時只有女性後裔，所以这个头衔应该传给罗曼诺夫 - 荷尔斯泰因-戈托普皇室的年长男性成员。 传给谁是有争议的问题。 ）

有一种观点认为继承人是德米特里大公的非王室儿子，他是保罗大公的儿子，他本人是亚历山大三世的最小兄弟。 这位继承人在俄罗斯认同上是非王室的，但奥尔登堡皇室的丹麦分支没有宣布禁止不平等婚姻， 石勒苏益格 （曾经是主权国）戈托普宫所在地，从未成为神圣罗马帝国的一部分或在其管辖范围内。 这些继承人居住在美国，没有公开声称拥有头衔。 
- 1992-2004： 保罗·季米特里耶维奇·罗曼诺夫斯基-伊林斯基王子
- 2004年至今： 季米特里·巴甫洛維奇·羅曼諾夫斯基-伊林斯基王子 （1954年出生）

季米特里·巴甫洛维奇·罗曼诺夫斯基-伊林斯基王子没有儿子。 他的唯一男性继承人，他的兄弟米哈伊尔·罗曼诺夫斯基-伊林斯基王子，也没有男性后代，目前罗曼诺夫斯基-伊林斯基的这个继承线上没有其他男性继承人继承这一理论上的公国。 然后，这一主张将通过俄罗斯大公亚历山大·米哈伊洛维奇（Alexander Mikhailovich）的路线传递给俄罗斯王子安德烈·安德列维奇（Andrew Andreevich）及其后代。 
另一种观点认为，尼古拉斯二世于1903年8月11日放弃对奥尔登堡公爵头衔的主张，他以及他的家人及其后代使得任何罗曼诺夫继承人都无法独立承担石勒苏益格-荷尔斯泰因的头衔。 
第三种观点是，根据神圣罗马帝国的末期的其德国王子律的原则，所有王侯的家庭成员所持有的帝国政治体Reichsstand状态被要求收缩至ebenbürtig（王室联姻）向他们的后代以传递王朝的权利。如果大公德米特里与奥黛丽·埃默里的婚姻被的后裔认为没有资格继承荷尔斯泰因公爵的主张，那么目前还不清楚罗曼诺夫帝国的各种男性分支中的哪一个仍然是合格的。 如果与俄罗斯公主或女侯爵结婚的婚姻符合婚姻标准，那么男性继承人可能仍然存在。 然而，如果所有按俄罗斯帝国标准被认为是非王室的贵贱通婚的婚姻，对于戈托普公爵继承来说也是非王室的，那么系谱年长的的荷尔斯泰因-戈托普王朝就是现任奥尔登堡公爵克里斯蒂安 ，现任该分支之首，继承自荷尔斯泰因-戈托普-奥伊廷的克里斯蒂安·奥古斯特王子，弗雷德里克四世公爵的弟弟。 他已经宣称奥尔登堡大公的名称已经不复存在。 无论哪种方式，丹麦国王都在行使公爵主权，并为奥尔登堡分支的石勒苏益格 - 荷尔斯泰因男性分支提供财政支持。 1773年，由保罗一世从彼得二世继承的对荷尔斯泰因的主张以交换为丹麦国王的奥尔登堡公国（保留剩余的继承权），其统治者于1918年在那里失去了主权。 丹麦国王克里斯蒂安九世于1864年在第二次石勒苏益格战争中失去了石勒苏益格和荷尔斯泰因，随后两个公国被并入普鲁士王国和后来的德意志帝国 。 丹麦君主继续使用他们传统的公爵头衔，直到1972年丹麦国王弗雷德里克九世去世。 1920年， 北石勒苏益格在公民投票后恢复了丹麦统治，其余的前公爵领土仍然是德国的一部分 。

## 详见
- 荷尔斯泰因-戈托普公爵配偶名单
- 霍爾斯坦-戈托普王朝瑞典分支 - 瑞典国王
- 荷尔斯泰因-戈托普-罗曼诺夫王朝 - 俄罗斯皇帝，从彼得三世起，除叶卡捷琳娜二世
- 格吕斯堡王朝 - 丹麦，希腊和挪威的国王和女王
- 奥尔登堡王朝